# Чокто (Оклахома)
Чокто (англ. Choctaw) — місто (англ. city) в США, в окрузі Оклахома штату Оклахома. Населення — 12 182 особи (2020).

## Географія
Чокто розташоване за координатами 35°29′6″ пн. ш. 97°16′12″ зх. д. / 35.48500° пн. ш. 97.27000° зх. д. (35.485066, -97.269924).  За даними Бюро перепису населення США в 2010 році місто мало площу 70,81 км², з яких 70,72 км² — суходіл та 0,10 км² — водойми.

### Клімат
| Клімат : Чокто        | Клімат : Чокто | Клімат : Чокто | Клімат : Чокто | Клімат : Чокто | Клімат : Чокто | Клімат : Чокто | Клімат : Чокто | Клімат : Чокто | Клімат : Чокто | Клімат : Чокто | Клімат : Чокто | Клімат : Чокто | Клімат : Чокто |
| Показник              | Січ.           | Лют.           | Бер.           | Квіт.          | Трав.          | Черв.          | Лип.           | Серп.          | Вер.           | Жовт.          | Лист.          | Груд.          | Рік            |
| Середній максимум, °C | 10,0           | 12,2           | 17,2           | 22,2           | 26,1           | 30,6           | 33,9           | 33,9           | 28,9           | 23,3           | 16,7           | 10,6           | 22,2           |
| Середній мінімум, °C  | −3,9           | −1,7           | 2,8            | 7,8            | 13,9           | 18,3           | 21,1           | 20,6           | 15,6           | 8,9            | 2,8            | −2,2           | 8,7            |
| Норма опадів, мм      | 39             | 57             | 79             | 86             | 138            | 146            | 66             | 71             | 116            | 115            | 68             | 54             | 1035           |
| --------------------- | -------------- | -------------- | -------------- | -------------- | -------------- | -------------- | -------------- | -------------- | -------------- | -------------- | -------------- | -------------- | -------------- |
| Джерело:              |                |                |                |                |                |                |                |                |                |                |                |                |                |

## Демографія
Згідно з переписом 2010 року, у місті мешкало 11 146 осіб у 4188 домогосподарствах у складі 3286 родин. Густота населення становила 157 осіб/км².  Було 4396 помешкань (62/км²).
Расовий склад населення:
| - 85,1 % — білих - 4,8 % — корінних американців - 2,4 % — чорних або афроамериканців - 0,7 % — азіатів - 0,1 % — вихідців з тихоокеанських островів |

До двох чи більше рас належало 6,1 %. Частка іспаномовних становила 3,7 % від усіх жителів.
За віковим діапазоном населення розподілялося таким чином: 25,3 % — особи молодші 18 років, 61,6 % — особи у віці 18—64 років, 13,1 % — особи у віці 65 років та старші. Медіана віку мешканця становила 40,1 року. На 100 осіб жіночої статі у місті припадало 96,7 чоловіків;  на 100 жінок у віці від 18 років та старших — 92,7 чоловіків також старших 18 років.
Середній дохід на одне домашнє господарство  становив 82 681 долар США (медіана — 66 927), а середній дохід на одну сім'ю — 93 230 доларів (медіана — 79 068). Медіана доходів становила 52 224 долари для чоловіків та 39 276 доларів для жінок. За межею бідності перебувало 6,5 % осіб, у тому числі 9,3 % дітей у віці до 18 років та 5,3 % осіб у віці 65 років та старших.
Цивільне працевлаштоване населення становило 5171 осіб. Основні галузі зайнятості: освіта, охорона здоров'я та соціальна допомога — 22,2 %, публічна адміністрація — 19,0 %, роздрібна торгівля — 8,4 %, науковці, спеціалісти, менеджери — 7,2 %.